# Guild Wars: Eye of the North
Guild Wars: Eye of the North är ett tillägg till datorspelet Guild Wars. Eye of the North är inte fristående vilket betyder att man behöver ett av de tidigare utgivna spelen för att kunna spela Eye of the North. Spelet släpptes den 31 augusti 2007. 
Handlingen utspelar sig i den fiktiva världsdelen Tyria i världen med samma namn. I spelet förekommer olika föremål, vapen, rustningar och färdigheter som spelkaraktärerna kan använda.
En viktig sak som introducerades i Eye of the North är en plats som kallas "Hall of Monuments". Varje spelare fyller sin version av den med diverse föremål som visar olika saker de uppnått. Dessa låser i sin tur upp vissa saker i Guild Wars 2.
I Eye of the North fick spelarna också för första gången se två av de fem spelbara raserna i Guild Wars 2, Asura och Norn.

## Mottagande
Även om expansionen fick en hel del god kritik så har vissa sagt att det tillför mycket som är emot Guild Wars ursprungliga tanke, att slippa mala monster och uppdrag om och om igen.